# Present Tense (Wild Beasts)
Present Tense è il quarto album in studio del gruppo musicale britannico Wild Beasts, pubblicato nel 2014.

## Tracce
1. Wanderlust – 4:55
2. Nature Boy – 3:33
3. Mecca – 3:45
4. Sweet Spot – 3:59
5. Daughters – 4:47
6. Pregnant Pause – 3:09
7. A Simple Beautiful Truth – 2:36
8. A Dog's Life – 3:21
9. Past Perfect – 2:57
10. New Life – 4:37
11. Palace – 3:20

## Formazione
- Hayden Thorpe – voce, cori, chitarra, basso, tastiere
- Tom Fleming – voce, cori, tastiere, chitarra
- Chris Talbot – batteria
- Ben Little - chitarra, tastiere